# Formica fusca-group
Formica fusca-group é uma espécie de formiga do gênero Formica, pertencente à subfamília Formicinae.